# Abigail Adams
Abigail Adams (Weymouth, 22 de novembre del 1744-Quincy, 28 d'octubre del 1818), de soltera Abigail Smith i també coneguda com a Abigail Smith Adams, fou la primera segona dama (esposa del vicepresident) i la segona primera dama dels Estats Units.
Filla d'un pastor pertanyent a una congregació, fou educada totalment a casa seva i es tornà una àvida lectora de textos sobre història. Contragué matrimoni amb John Adams el 1764 i tingueren quatre fills, incloent-hi John Quincy Adams. El 1774 inicià una prolífica correspondència amb el seu marit, que treballava al Congrés Continental de Filadèlfia; descrivia la vida quotidiana i abordava assumptes públics durant la Guerra d'Independència amb enginy i agudesa política. Abigail continuà amb les seves missives a la família i amistats mentre es trobava a Europa (1784–1788) i a Washington D. C. (1789–1801) acompanyant la carrera diplomàtica i presidencial del seu espòs, de qui sempre fou considerada una influent consellera. Morí de febre tifoide.